# Іванка-при-Дунаю
Іванка-при-Дунаю (словац. Ivanka pri Dunaji) — село, громада округу Сенець, Братиславський край, південно-західна Словаччина. Кадастрова площа громади — 14,26 км².
Населення 6815 осіб (станом на 31 грудня 2017 року).

## Історія
Іванка-при-Дунаю згадується 1209 року.

## Населення
| Рік:            | 1994. | 2004.    | 2014.    | 2024.    |
| --------------- | ----- | -------- | -------- | -------- |
| Кількість осіб: | 4589  | 5402     | 6245     | 7247     |
| Різниця:        |       | +17,71 % | +15,60 % | +16,04 % |

| Рік:            | 2023. | 2024.   |
| --------------- | ----- | ------- |
| Кількість осіб: | 7172  | 7247    |
| Різниця:        |       | +1,04 % |